# Juan Antonio Courten y González
Juan Antonio [de] Courten y González, también de forma errónea como Armando de Courten y González, (Tortosa, 7 de octubre de 1730 - La Almunia de Doña Godina, 21 de diciembre de 1796) fue un militar español, gobernador de Orán y Capitán general de Aragón durante el reinado de Carlos IV.

## Biografía
Hijo de Juan Amador Courten y Herreford (1696-1745), coronel de ingenieros de origen suizo, y Ana Antonia González, nacida en Ciudad Rodrigo, ingresó como cadete en el Regimiento de Infantería de Flandes en 1742. En 1743 ascendió a subteniente y fue destinado a Italia, donde luchó en la batalla de Campo Santo. Después fue transferido a la guardia valona, con las que participó en las batallas de Velletri (11 de agosto de 1744), Piacenza (16 de junio de 1746) y Tidone (10 de agosto de 1746), y fue ascendido a teniente de fusileros. Volvió a España, donde continuó ascendiendo y participó en la guerra contra Portugal de 1762 y en la expedición de O'Reilly contra Argel de 1775. Fue ascendido a capitán de fusileros en 1768 y a capitán de granaderos en 1780, al tiempo que participaba en el asedio de Gibraltar. En 1783 ascendió a brigadier y en 1789 a mariscal de campo, con ocasión de la accesión de Carlos IV.
Del 23 de noviembre de 1790 hasta el 27 de febrero de 1792 fue gobernador de la plaza de Orán hasta que fue evacuada. 1791 fue nombrado teniente general. Después participó en la guerra del Rosellón bajo las órdenes de Antonio Ricardos y participó en la batalla de Mas Deu (19 de mayo de 1793) y en la batalla de Peyrestortes (17 de septiembre de 1793). El 26 de febrero de 1795 fue nombrado Capitán General de Aragón, cargo que ocupó hasta su muerte el 21 de diciembre de 1796.
En lo personal, Courten se casó en Barcelona con Juana Isabel de Massenet (o Missonet) en 1757. Tuvo dos hijos, Ana María y Juan (1766-1834).